# Trigomphus
Trigomphus is een geslacht van libellen (Odonata) uit de familie van de rombouten (Gomphidae).

## Soorten
Trigomphus omvat 13 soorten:
- Trigomphus agricola (Ris, 1916)
- Trigomphus beatus Chao, 1954
- Trigomphus carus  Chao, 1954
- Trigomphus citimus (Needham, 1931)
- Trigomphus hainanensis Zhang & Tong, 2009
- Trigomphus interruptus (Selys, 1854)
- Trigomphus lautus (Needham, 1931)
- Trigomphus melampus (Selys, 1869)
- Trigomphus nigripes (Selys, 1887)
- Trigomphus ogumai Asahina, 1949
- Trigomphus succumbens (Needham, 1930)
- Trigomphus svenhedini (Sjöstedt, 1933)
- Trigomphus yunnanensis Zhou & Wu, 1992